# Kenkere, Kunigal
Kenkere là một làng thuộc tehsil Kunigal, huyện Tumkur, bang Karnataka, Ấn Độ.